# اچ‌ام‌اس تروانت
اچ‌ام‌اس تروانت (به انگلیسی: HMS Truant) یک زیردریایی بود که طول آن ۲۷۵ فوت (۸۴ متر) بود. این زیردریایی در سال ۱۹۳۹ ساخته شد.